# Enscape
Enscape est un moteur de rendu utilisé comme extension pour plusieurs logiciels de modélisation 3D, (en 3D temps réel).
Il est principalement utilisé dans les domaines de l'architecture, de l'ingénierie et de la construction. Il est développé et entretenu par Enscape GmbH, fondée en 2013 et basée à Karlsruhe, en Allemagne.

## Histoire
Le 11 janvier 2022 Enscape et son concurrent V-Ray (Chaos Group) annoncent la prochaine fusion de leurs sociétés,,.

## Compatibilité
Enscape fonctionne sur la base d'une extension ou d'un plugin qui prend en charge les solutions de conception suivantes :
- SketchUp
- Revit
- Rhinoceros 3D
- ArchiCAD
- Vectorworks

## Historique des versions
- Version 2.9.0, le 04-11-2020[6]
- Version 2.8.0, le 12-07-2020[6]
- Version 2.7.0, le 20-02-2020[7]
- Version 2.4.0, le 31-10-2018[6]
- Version 3.1.2, le 15-09-2021[6]
- Version 3.2.0, le 24-11-2021[6]

## Identité visuelle

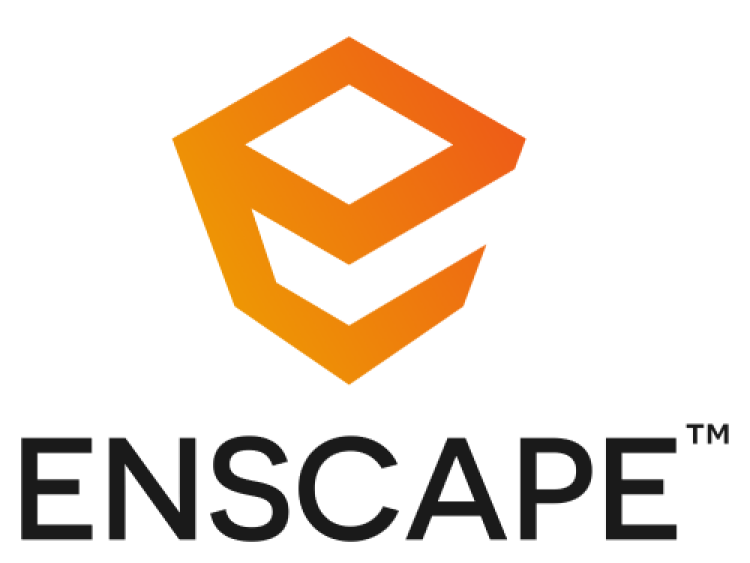
Logo actuel (2021).
Ancien logo.

## Applications similaires
- V-Ray
- Mental Ray
- Lumion
- Twinmotion